# Niepkerke
Niepkerke (Frans: Nieppe) is een gemeente in de Franse Westhoek, in het Franse Noorderdepartement (Frans: département du Nord). De gemeente ligt in Frans-Vlaanderen in de streek van het Leiedal op de linkeroever van de Leie, tegen de Belgische grens. Niepkerke grenst aan de gemeenten Heuvelland (Nieuwkerke), Komen-Waasten (Ploegsteert en Le Bizet), Armentières, Erquinghem-Lys, Steenwerk en Belle. De gemeente ligt op de linkeroever van de Leie. Ze telde 7.685 inwoners op 1 januari 2022.

## Etymologie
Niepkerke werd in 1024 voor het eerst genoemd, als Nepa en in 1228 als Nieppeglise. Het betreft de naam van een riviertje, de Niepe, waarvan de naam weer terug zou zijn te voeren op de boomsoort iep.

## Geschiedenis
In 1242 werd hier door Margaretha II van Vlaanderen een benedictijnenpriorij gesticht die ondergeschikt was aan de abdij van Marmoutier. In 1564 werd de priorij overgedragen aan de Jezuïeten van Ieper.
Gedurende de 19e eeuw werd het dorp geleidelijk Franstalig. In 1918 werd het dorp, door oorlogsgeweld, vrijwel geheel verwoest.

## Geografie
De oppervlakte van Niepkerke bedroeg op 1 januari 2022 17,24 vierkante kilometer; de bevolkingsdichtheid was toen 445,8 inwoners per km².
In het oosten van de gemeente ligt de wijk Pont-de-Nieppe tegen de Leie en de grens met Armentières. In het westen ligt het gehuchtje Pont d'Achelles. In het noorden liggen op grensovergangen met België de kleine grensgehuchtjes Le Romarin en Clef de Hollande.

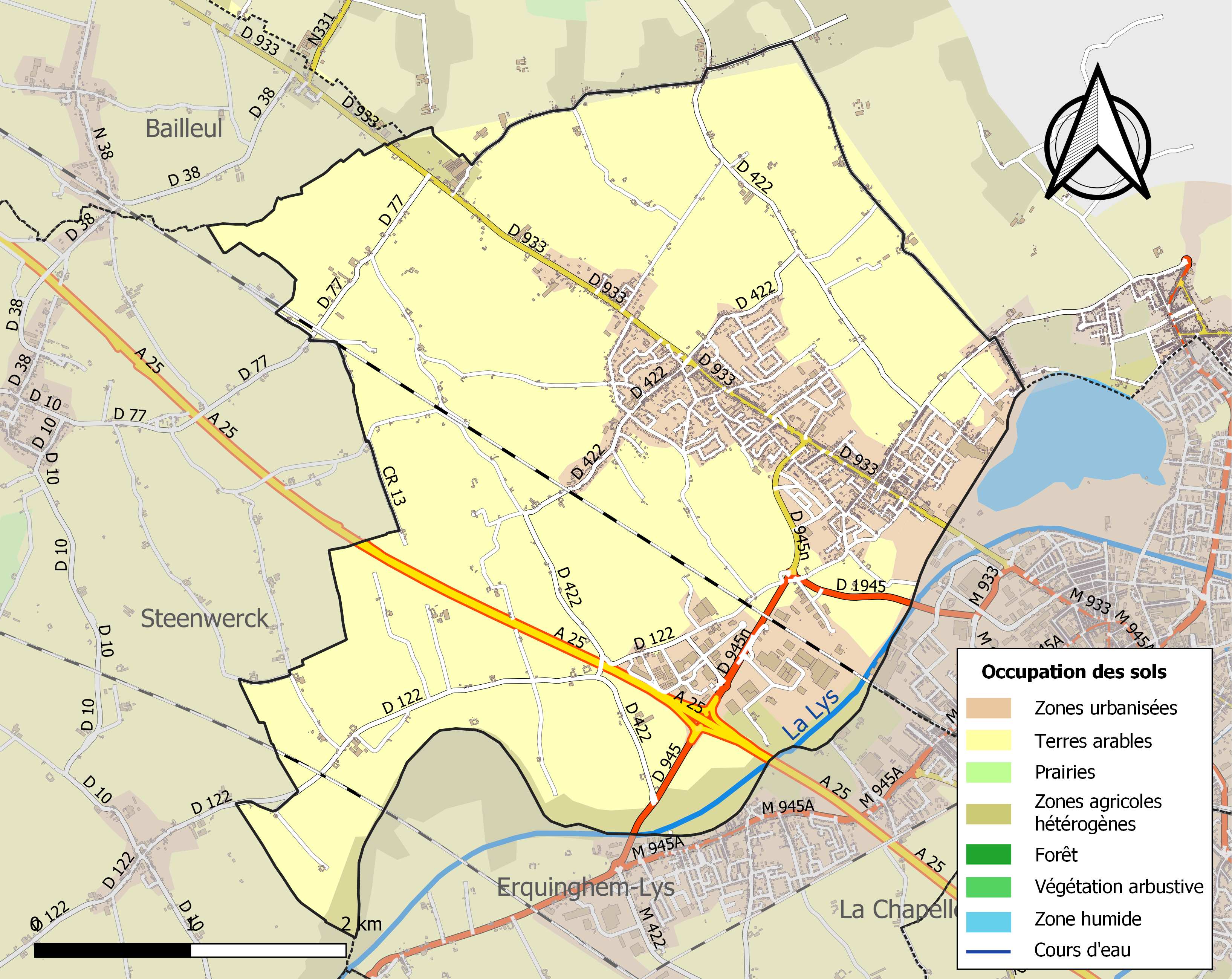
Kaart van de gemeente met belangrijkste infrastructuur, bodemgebruik en omliggende gemeenten

## Bezienswaardigheden

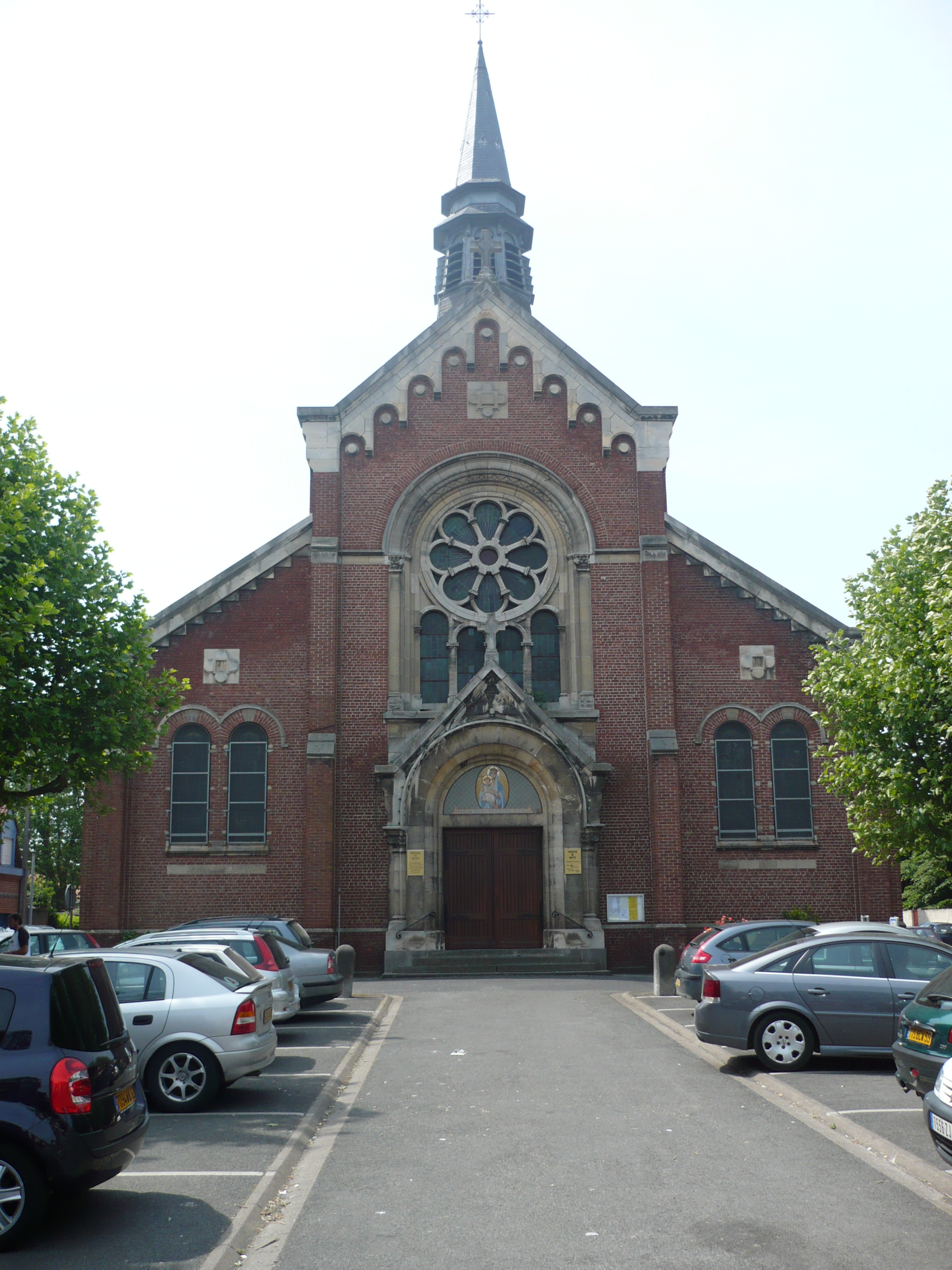
Onze-Lieve-Vrouw van Bijstandkerk / Église Notre-Dame du Bon Secours du Pont-de-Nieppe

- De Sint-Maartenskerk (Église Saint-Martin)
- De Onze-Lieve-Vrouw van Bijstandkerk (Église Notre-Dame du Bon Secours) te Pont-de-Nieppe
- Het Deutscher Soldatenfriedhof Pont-de-Nieppe
- De Britse militaire begraafplaatsen Pont-d'Achelles Military Cemetery. Daarnaast liggen ook nog heel wat gesneuvelden op de gemeentelijke Begraafplaats van Niepkerke en de gemeentelijke Begraafplaats van Pont-de-Nieppe.

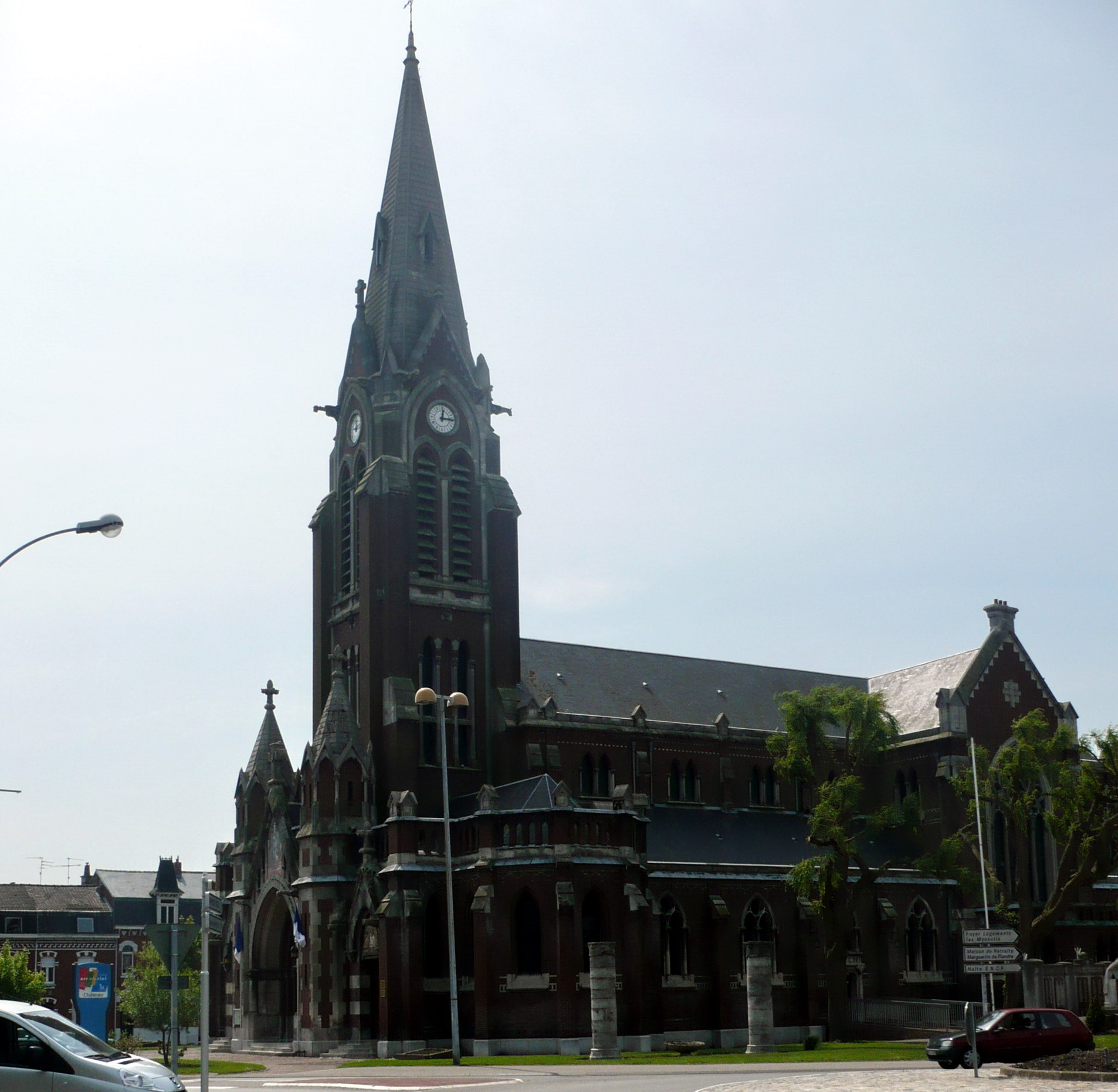
De Sint-Maartenkerk

## Demografie
Onderstaande figuur toont het verloop van het inwonertal (bron: INSEE-tellingen).

## Verkeer en vervoer
In de gemeente staat het spoorwegstation Nieppe op de spoorlijn tussen Rijsel en Calais.

## Geboren in Niepkerke
- Line Renaud (1928), zangeres, actrice en activiste

## Nabijgelegen kernen
Belle, Pont-de-Nieppe, Nieuwkerke, Ploegsteert